# Musée des sciences et de l'histoire de Fort Worth
Le Musée des Sciences et de l'Histoire de Fort Worth est situé au 1600 Gendy Street, à Fort Worth, au Texas. Il ouvre en 1945 comme « Musée des enfants de Fort Worth », et est déplacé à son emplacement d'aujourd'hui en 1954. En 1968, le musée adopte son nom définitif. Le musée comprend notamment un planétarium. En automne 2007, le musée est fermé pour être restauré, et rouvre en novembre 2009.

## Planétarium Noble
Le planétarium Noble est nommé d'après l'éducatrice, astronome et scientifique Charlie Mary Noble. Le planétarium de 80 places montre une combinaison de spectacles en direct et enregistrés, dont Dream to Fly, un spectacle concernant l'histoire de l'aviation. La Noble Space Gallery, récemment[Quand ?] rénovée, abrite une collection d'artefacts de la course à l'espace, dont beaucoup ont voyagé dans l'espace.